# Centaurea kalambakensis
Centaurea kalambakensis là một loài thực vật có hoa trong họ Cúc. Loài này được Freyn & Sint. mô tả khoa học đầu tiên năm 1897.